# Cowbridge
Cowbridge (walesiska: Y Bont-faen) är en ort i Storbritannien.   Den ligger i kommunen Vale of Glamorgan och riksdelen Wales, i den södra delen av landet, 230 km väster om huvudstaden London. Antalet invånare är 3 804.